# Mohoriyakot
Mohoriyakot – gaun wikas samiti w zachodniej części Nepalu w strefie Gandaki w dystrykcie Lamjung. Według nepalskiego spisu powszechnego z 2001 roku liczył on 548 gospodarstw domowych i 2703 mieszkańców (1469 kobiet i 1234 mężczyzn).